# Beda Venerabilul
Beda Venerabilul (n. 672 - d. 25 mai 735) a fost un călugăr benedictin din Mănăstirea Monkwearmouth–Jarrow⁠(en)[traduceți] (în prezent parte a orașului Sunderland), în Northumberland, Anglia, venerat ca sfânt. Cărturar cu vederi multilaterale, a fost unul din cei mai învățați oameni din Evul Mediu timpuriu.
Are contribuții și în domeniul științei. Astfel, îi aparține o descriere completă a numărătorii pe degete, a scris despre calculul timpului, despre rezolvarea problemelor.
A studiat legăturile dintre maree și mișcările Lunii, vânturile, solstițiile și echinocțiile.

## Scrieri
- Liber de loquela per gestum digitorum (Basel, 1529)
- De temporum ratione.